# Fantasy historique

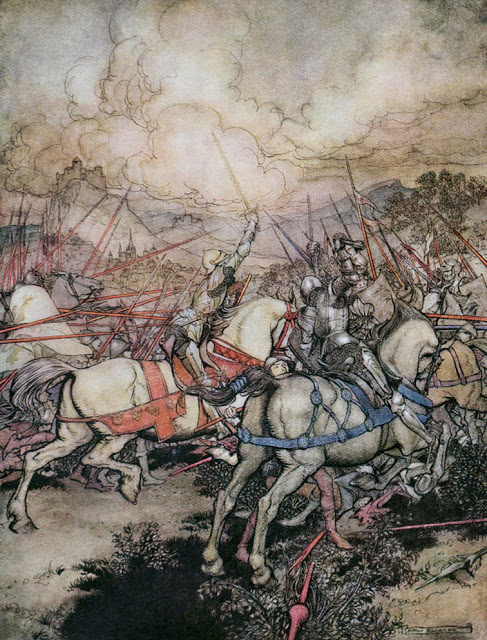
La fantasy historique, image de genre littéraire, des faits historiques en y incluant des éléments de fantasy

La fantasy historique est un genre littéraire qui se fonde sur des faits historiques en y incluant des éléments de fantasy. Les dates, personnages et lieux concordent mais des éléments de fantasy sont présents (magie, créatures surnaturelles). Les personnages historiques sont utilisés sous l'angle de la fantasy.
La fantasy historique s'applique aussi à des œuvres se déroulant dans un monde imaginaire mais qui s'inspire fortement d'une période et d'un lieu de l'histoire en particulier. Certains endroits, événements ou personnages historiques sont ainsi transposés dans un univers de fiction mais restent reconnaissables, même si le déroulement de l'histoire dans ce monde fictionnel peut diverger grandement de l'histoire réelle.
La fantasy historique fait partie de l'uchronie de fantasy mais toute œuvre d'uchronie de fantasy n'appartient pas à la fantasy historique puisqu'elles ne se passent pas toutes dans le passé et n'ont pas toutes de liens réels avec les personnages et les dates de notre histoire.

## Œuvres de fantasy historique
Note : les œuvres listées ci-après sont classées par ordre chronologique de l'époque de leur action.

### Romans et cycles
- Cycle de Troie[1] de David Gemmell : Âge du bronze tardif
- Ptah Hotep de Charles Duits : dans une Égypte antique
- Le Lion de Macédoine de David Gemmell : Antiquité grecque, IVe siècle av. J.-C.
- Cycle des Rois du Monde de Jean-Philippe Jaworski : Gaule
- La Saga du roi Arthur de Bernard Cornwell : Bretagne post-romaine
- Cycle des Derynis de Katherine Kurtz : monde celtique
- Cycle de Deverri de Katharine Kerr : monde celtique
- Le Dernier Chemin de Eva Li : mythologie celtique et enseignements druidiques
- Le Cycle de Mithra de Rachel Tanner en 780 après Jésus-Christ, dans une Rome uchronique ayant résisté aux barbares et adopté comme religion officielle le culte du dieu-soleil perse Mithra
- Au bord de l'eau de Shi Nai'an : Chine des Trois Royaumes (IIIe siècle)
- Trois cœurs, trois lions : Occident féodal et Danemark sous occupation nazie
- Le Livre de Cendres de Mary Gentle : Europe au Moyen Âge dans un  monde où Carthage a gagné les guerres puniques
- La plupart des romans de Guy Gavriel Kay : Tigane (Italie du Moyen Âge), La Mosaïque de Sarance (empire byzantin), Les Lions d'Al-Rassan (Espagne de la Reconquista), Le Dernier Rayon de soleil (Vikings et anglo-saxons), etc.
- L'Esprit de l'anneau profane de Lois McMaster Bujold, en Italie au XIVe siècle
- L'Ours et le Rossignol de Katherine Arden : Moscou au XIVe siècle
- Cycle du Bâtard de Kosigan de Fabien Cerutti : Guerre de Cent Ans
- Le Livre perdu des sortilèges de Deborah Harkness, et spécialement le tome 2 L'École de la nuit : règne d'Élisabeth Ire
- Royaume de vent et de colères de Jean-Laurent Del Socorro : guerres de Religion
- Gagner la guerre de Jean-Philippe Jaworski : monde imaginaire très inspiré de la Renaissance italienne
- Cycle de Wielstadt de Pierre Pevel : Guerre de Trente Ans dans le Saint-Empire romain germanique
- Trilogie Les Lames du cardinal de Pierre Pevel : XVIIe siècle où les dragons et la magie existent
- La Voie du sabre de Thomas Day : au XVIIe siècle au Japon, le seul élément historique est le personnage de Miyamoto Musashi
- L'Âge de la déraison de Gregory Keyes : un XVIIIe siècle magique
- Téméraire de Naomi Novik : époque napoléonienne
- Les Chroniques d'Alvin le Faiseur d'Orson Scott Card : Amérique, début du XIXe siècle
- Jonathan Strange et Mr Norrell de Susanna Clarke : Royaume-Uni au début du XIXe siècle
- La Tour du diable et Le Train du diable de Mark Sumner : l'après-guerre de sécession (1861-1865) aux États-Unis
- Arcadia de Fabrice Colin : une dimension reprenant le Londres victorien, 1872 et les Cantiques de Mercure à Venise, la même époque
- Léviathan de Scott Westerfeld : Première Guerre mondiale uchronique où s'affrontent clankers steampunk et darwinistes biopunk
- Le Chardon et le Tartan de Diana Gabaldon : après-guerre (1945) en Écosse et XVIIIe siècle en Écosse (période de la dernière des rébellions jacobites)
- Kushiel de Jacqueline Carey : Europe uchronique où le christianisme n'a jamais percé
- Roma Æterna de Robert Silverberg, l'Empire romain se perpétuant à travers les siècles au-delà de sa disparition historique, Ier siècle jusqu'au XXIe siècle
- À ma terre, trilogie de Manon Larraufie : récit entre le XIVe siècle et l'époque contemporaine

### Bande dessinée et mangas
- Versailles of the Dead de Kumiko Suekane : Versailles à l'époque de Louis XVI, pré-Révolution
- Kuroshitsuji (Black Butler) de Yana Toboso : XIXe siècle à Londres
- Les Mémoires de Vanitas de Jun Mochizuki : UA de Paris à la fin du XIXe siècle
- Les Aventures extraordinaires d'Adèle Blanc-Sec : Paris à la Belle époque

### Films et téléfilms
- 300 : 480 av. J.-C. à Sparte
- Le Roi Arthur : Ve siècle au mur d'Hadrien
- La Dernière Légion : 460 après Jésus Christ dans l'Empire Romain
- Le 13e Guerrier : 921 en Scandinavie
- Ladyhawke, la femme de la nuit : Moyen Âge
- Pirates des Caraïbes : XVIIIe siècle, dans les Caraïbes, en plein âge d'or de la piraterie
- Tigre et Dragon : XVIIIe siècle en Chine

### Séries et animes
- Arthdal Chronicles : l'âge du bronze en Corée
- Britannia : conquête romaine de la Grande-Bretagne
- Kaamelott d'Alexandre Astier : Haut Moyen Âge parodié
- Princesse Mononoké : Japon Muromachi
- Les Mystérieuses Cités d'or : XVIe siècle en Europe et Amérique latine (conquêtes espagnoles)
- Le Chevalier d'Éon : 1752 à Paris sous Louis XV
- Outlander : après-guerre (1945) en Écosse et XVIIIe siècle en Écosse (période de la dernière des rébellions jacobites)

### Jeux
- Nioh et Nioh 2 : Japon Sengoku
- Shadow Hearts : début du XXe siècle chamboulé par l'arrivée d'abominations surnaturelles